# Rebecca Sorensen
Rebecca Sorensen (* 28. Dezember 1972) ist eine US-amerikanische Skeletonpilotin.
Rebecca Sorensen lebt in Fort Collins. Sie begann 2002 mit dem Skeleton. Ihre ersten größeren Rennen bestritt sie im folgenden Jahr und wurde hinter Katie Uhlaender sofort US-Vizemeisterin. Seit 2004 gehört sie dem Nationalkader ihres Landes an und startet international. Noch im Dezember 2003 debütierte sie im America’s Cup und wurde in Park City sofort Vierte. Im November 2004 erreichte sie mit Platz drei in Igls in einem Rennen des Skeleton-Europacups, der dieselbe Wertigkeit wie der America’s Cup hat, ihre erste Platzierung auf dem Podium. Auch in den folgenden Jahren wurde Sorensen weiterhin im America’s Cup, ab und an auch im Europacup eingesetzt, und erreichte meist gute Platzierungen. Bei den US-Meisterschaften 2007 gewann sie Bronze. Mit der Einführung des Skeleton-Intercontinentalcups in der Saison 2007/08 rückte sie in diesen höheren Wettbewerb auf und wurde beim ersten Wettbewerb in Cesana Torinese Elfte. Beim dritten Rennen der Serie in Winterberg erreichte sie erstmals als Siebte eine Top-Ten-Platzierung. In der Gesamtwertung erreichte sie den zehnten Platz, im Skeleton-America’s Cup 2007/2008 zudem den fünften Rang. Zweimal wurde sie in der Serie Dritte. Anfang November 2008 gewann Sorensen ihr erstes America’s-Cup-Rennen in Calgary.
| Personendaten    | Personendaten                    |
| ---------------- | -------------------------------- |
| NAME             | Sorensen, Rebecca                |
| KURZBESCHREIBUNG | US-amerikanische Skeletonpilotin |
| GEBURTSDATUM     | 28. Dezember 1972                |